# Castelo de Barberà

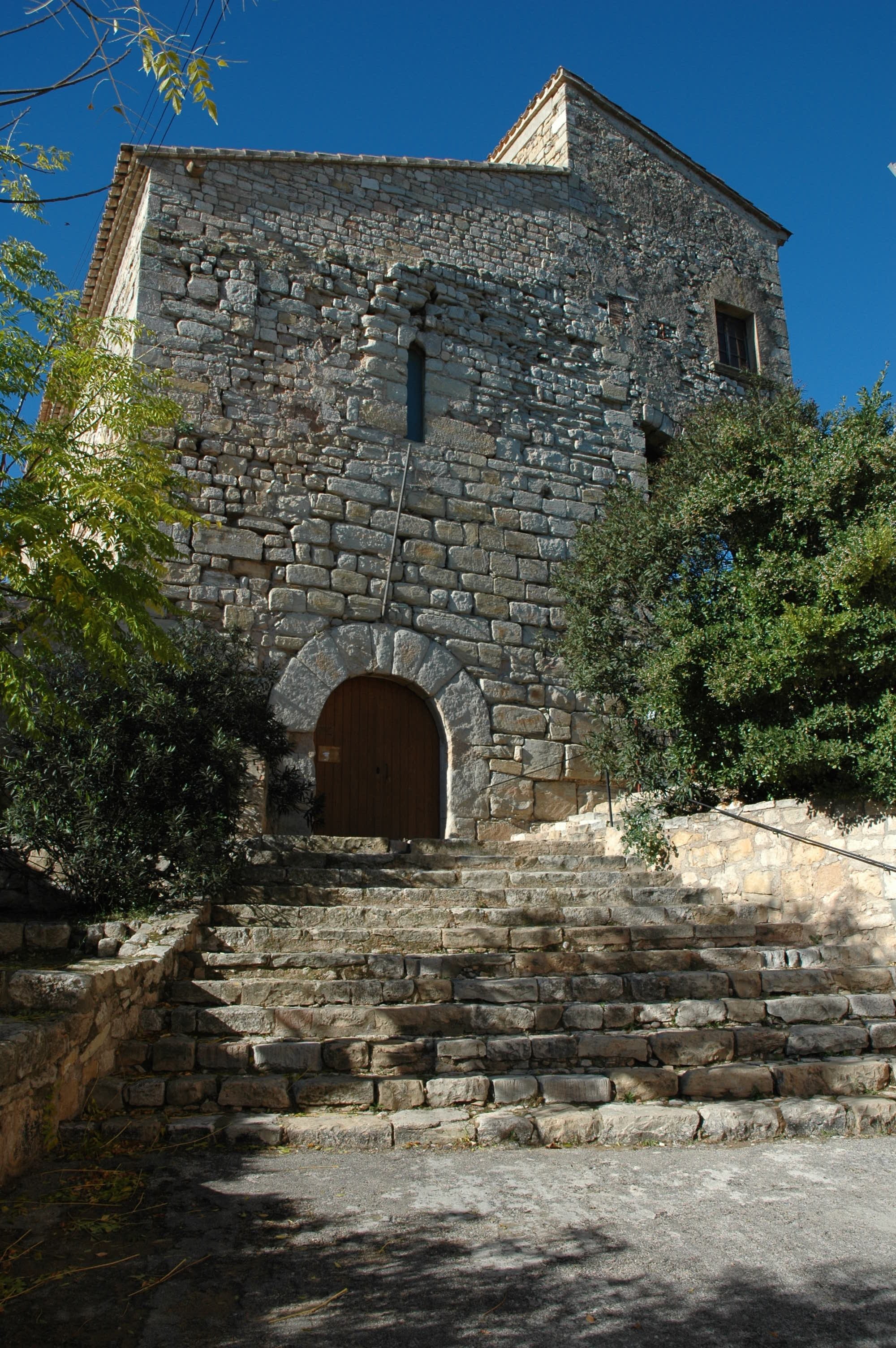

O Castelo de Barberà localiza-se no município de Barberà de la Conca, província de Tarragona, na comunidade autónoma da Catalunha, na Espanha.

## História
Trata-se de uma fortificação que pertenceu à Ordem dos Templários, no contexto da Reconquista cristã da Península Ibérica.
Foi doada à Ordem, em 1132, pelo conde de Urgel.

## Características
A capela possui um coro achatado onde se rasgam três estreitas aberturas.